# ひょうきんミニ放送局
『ひょうきんミニ放送局』（ひょうきんミニほうそうきょく）は、フジテレビ系列局の一部で放送されていたフジテレビ製作のバラエティ番組である。製作局のフジテレビでは1987年10月12日から1988年2月1日まで、毎週月曜 19:00 - 19:30 （日本標準時）に放送。

## 概要
司会の島田紳助と渡辺正行がテレビ局の第1編成局長（島田）と第2編成局長（渡辺）に扮し、スタジオ内で世界中のビデオを見て目に入ったVTRを流す手法の番組。他にダウンタウンもレギュラー出演していた。途中から、親番組である『オレたちひょうきん族』の出演者もゲストで参加するようになった。
フジテレビ系列の月曜19時台はローカルセールス枠のため、系列局であってもこの番組を放送しなかったり、関西テレビのように土休日の昼間などに時差ネットすることで対処していた局もある。また、系列外局でも以下のような放送例がある。
- 番組開始直前の1987年10月1日にフジテレビ系列とTBS系列のクロスネット局からTBS系フルネット局へ移行したテレビ山口でも、放送日時を変えて放送されていたことがある。
- TBS系列の青森テレビでも日曜15時30分から放送されていた。ちなみに『オレたちひょうきん族』については、本番組放送当時は火曜19時から放送されていた。
- 当時フジテレビ系列局が無かった高知県でも、日本テレビ系列の高知放送で日曜昼に放送されていた。『オレたちひょうきん族』も、日曜夕方に『笑点』の前枠を使って放送されていた。

| フジテレビ 月曜19:00枠                             | フジテレビ 月曜19:00枠                                 | フジテレビ 月曜19:00枠                                  |
| 前番組                                             | 番組名                                                 | 次番組                                                  |
| -------------------------------------------------- | ------------------------------------------------------ | ------------------------------------------------------- |
| ひょうきん予備校 （1986年10月6日 - 1987年9月21日） | ひょうきんミニ放送局 （1987年10月12日 - 1988年2月1日） | ゲゲゲの鬼太郎・地獄篇 （1988年2月8日 - 1988年3月21日） |